# Стефан I Мушат
Сте́фан I (ст.-укр. Стефанъ , рум. Ştefan I; ? — 12 серпня 1399) — воєвода Молдавський (1394—1399). Представник роду Мушатів. Старший син молдавського воєводи Романа I. Загинув у битві на Ворсклі. Також — Штефан I, Стефан Мушат (рум. Roman Mușat).

## Біографія

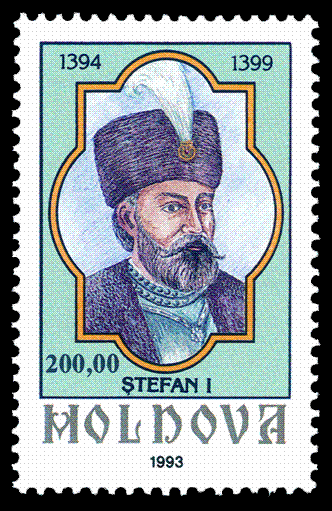
Стефан I Мушат на марці Молдови

Штефан I був одружений з Ринґаллою (Анною) — сестрою Вітовта, родичкою Владислава Ягайла. Зійшов на молдовський престол за підтримки Польщі, змінивши батька. В 1395 році визнав сюзеренітет Польщі «противу кроля Оугорского, супроти воєводи Басарабьского, проти турків …». У молдовській грамоті, врученої польському королю 6 січня 1395, перераховані спільні вороги, серед яких Угорщина. При цьому прямо вказується, що польський король «посадив нас і сіли ми на воєводстві Землі Молдовської». Ця грамота послужила причиною початку угорцями компанії «Contra Moldavanos». Незабаром війська Штефана I Мушата зіткнулися з військами угорського короля Сигізмунда Люксембурзького в районі фортеці Нямц. Ця кампанія складалася невдало для молдовської армії, але відомо, що на зворотному шляху угорська армія ледве уникла повного розгрому.
У 1399 молдовські загони брали участь на боці литовського князя Вітовта у битві з ординцями на річці Ворскла. Битва закінчилася майже повним знищенням литовської армії, причому Вітовт сам ледве врятувався, «побіжить в мале дружині». Передбачається, що саме в цій битві Стефан I загинув. Він, як і батько, був похований в усипальниці церкви Святого Миколая (Радівці).
Внутрішня політика князівства за часів Стефана I характеризується відновленням активної діяльності господарською канцелярії.

## Карбування монет
За Штефана I карбували тільки один тип срібних грошів, чий зовнішній вигляд повторював монети того ж номіналу, що випускалися Петром I Мушатом з двома лініями на геральдичному щиті. На лицьовій стороні монет Стефана зображений герб Молдовського князівства — голова туру з ліроподібно-вигнутими рогами. Між рогами поміщена п'ятикутна зірка, праворуч від голови — розетка, а зліва — півмісяць. Легенда на аверсі написана латинським шрифтом STEPAN WOIWOD. Деякі дослідники вважають, що вона неповна або помилкова.
На реверсі розташований розсічений геральдичний щит, в першому полі якого зображено три горизонтальні балки, а в другому — дві лілії. Легенда реверсу — MONETA MOLDA. Середня вага монет, що випускалися Стефаном I становив близько 0,80 грам, а діаметр — 19,0-20,0 мм.

## Титул
- 1395: ст.-укр. Мы Стефанъ воевода землѣ молдавскои[2]